# كاهنا قتغان
كاهنا قتغان هي بلدة في مقاطعة كسبي في ولاية قشقداريا في أوزبكستان.